# チザルピーノETR470電車
ETR470電車(Elettro Treno Rapido 470)はチザルピーノ社が保有し、主にスイス各地とイタリア各地を結ぶ列車に使用され、その後同社による列車運行の停止によりスイス国鉄およびトレニタリアの所有となった、ペンドリーノの第二世代にあたるETR460、ETR480をベースに、スイス、ドイツ、オーストリアの電化方式と信号装置に対応した設備を追加した車体傾斜式車両である。

## 運行

### チザルピーノ社による運行
ETR470はチザルピーノ社のよる運行ではスイスのチューリヒ、ジュネーヴ、バーゼルなどと、イタリアのミラノ、フィレンツェ、ヴェネツィア、トリエステを結ぶ路線で運行されていた。
また、運行開始当初の1998年3月から2006年12月のダイヤ変更まで、ドイツのシュトゥットガルト中央駅まで乗入れていたが、2006年12月以降はチューリヒ - シュトゥットガルト間は同じ車体傾斜車両のICE-Tに置き換えられた。ETR470はチューリヒ - トリエステ間の路線に再投入されている。

### スイス国鉄およびトレニタニアによる運行
チザルピーノ社による運行では恒常的な遅延を始めとする諸問題が発生したため、2009年にチザルピーノ社によるスイス - イタリア間の列車の運行は終了し、スイス国鉄、トレニタリアそれぞれがユーロシティとして国際列車を運行となった。ETR470も引続きゴッタルドルートのスイス国内とミラノを結ぶ列車を中心に運行されていた。
しかしながら、チザルピーノ社解散の一因となったETR470の故障等による運行支障の多さや乗客の乗物酔いの問題は解消されなかった。スイス国鉄の所属となり、整備も行うようになった4編成については、運行支障は半減したものの、それでもスイス国鉄が所有する、同時期に製造され、同じくペンドリーノの技術をベースとした車体傾斜式電車であるRABDe500形(ICN)と比較して整備コストは4倍に上り、ETR470が運行されるゴッタルドルートの定時運行率も71%とスイスの他の区間の92%を大幅に下回るものとなっていた。そして2011年5月にはトレニタニア保有のETR470第7編成がスイス国内で走行中に火災事故を起こしたことを契機に、スイス国鉄ではETR470を早期に運用から外すことを決定し、2014年12月のダイヤ改正でETR610およびそのスイス国鉄増備機であるRABe503形に代替されている。

## 概要
車両を保有していたチザルピーノ社の本社はスイスの首都ベルンにあったが、車両の整備はトレニタリアによってミラノで行われていたほか、管理はそれぞれスイス国鉄とトレニタリアにより行われていた。また、チザルピーノのチケット販売は、トレニタリアやスイス連邦鉄道を含む鉄道会社、旅行会社によって行われていた。ETR470の編成には食堂車も連結されているが、食堂車の運営はローマに拠点を置く、クレモニーニ社(Cremonini S.p.A)により行われていた。
2004年に入って、スイス国鉄とトレニタリアは14編成の車体傾斜式高速車両ETR610をフランスのアルストム(旧フィアット)に発注した。これは、レッチュベルクベーストンネルの本格的な開業に合わせてベルン - ミラノ間の列車で250km/hを行うためである。ETR610の導入後はジェノヴァ - ニース間のルートに転用されることも計画されていた。
ETR470は大事には至らなかったものの、2006年4月11日に電気系統の故障による火災で、車両トラブルを起こしている。
チザルピーノ社による運行終了後、2009年にETR470の第1、4、6、7、8編成がトレニタリアに、第2、3、5、9編成はスイス国鉄の所属となり、スイス国鉄所有の機体のうち、第5編成は2014年4月に運用を外れて他の編成の補修部品確保用となり、その後全4編成が2015年に廃車となっている。